# Luvunga motleyi
Luvunga motleyi är en vinruteväxtart som beskrevs av Oliver. Luvunga motleyi ingår i släktet Luvunga och familjen vinruteväxter. Inga underarter finns listade i Catalogue of Life.